# Envolvimento estrangeiro na Guerra Civil Iemenita

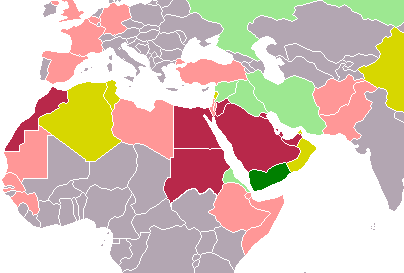
Intervenção militar do Iêmen e reações internacionais:
Iêmen
Coalizão Árabe
Países apoiando os rebeldes Houthis
Países apoiando a intervenção militar
Países neutros

O envolvimento estrangeiro na Guerra Civil Iemenita refere-se ao apoio político, militar e operacional às partes envolvidas no conflito em curso no Iêmen, bem como ao envolvimento estrangeiro ativo.

## Histórico
No decorrer da Guerra Civil Iemenita, a Arábia Saudita liderou uma Coalizão Árabe composta por nove nações do Oriente Médio e da África em resposta aos apelos do presidente do Iêmen, pró-saudita, Abdrabbuh Mansur Hadi, pedindo apoio militar após ter sido deposto pelo movimento Houthi devido a queixas econômicas e políticas, e fugido para a Arábia Saudita.
Nações como o Reino Unido e os Estados Unidos apoiam a intervenção liderada pela Arábia Saudita no Iêmen principalmente por meio da venda de armas e assistência técnica. A França também fez vendas militares para a Arábia Saudita. A coordenadora de emergência do Médecins Sans Frontières (MSF), Karline Kleijer, classificou os Estados Unidos, a França e o Reino Unido como parte da coalizão liderada pelos sauditas, que impôs o embargo de armas e bloqueou a entrada de todos os navios no Iêmen com suprimentos. Grupos de direitos humanos têm criticado os países por fornecerem armas e acusam a coalizão de usar bombas de fragmentação, que são proibidas na maioria dos países. A Oxfam apontou que Alemanha, Irã e Rússia também venderam armas às forças em conflito. Tariq Riebl, chefe de programas da Oxfam no Iêmen, disse: "é difícil argumentar que uma arma vendida para a Arábia Saudita não seria de alguma forma usada no Iêmen" ou "se não for usada no Iêmen, permite que o país use outras armas no Iêmen". A Amnistia Internacional exortou os Estados Unidos e o Reino Unido a pararem de fornecer armas à Arábia Saudita e à Coalizão Árabe.
Em 28 de agosto de 2018, um relatório para o Conselho de Direitos Humanos das Nações Unidas alegou que ambos os lados da guerra podem ter cometido crimes de guerra. Também apelou à comunidade internacional, incluindo os Estados Unidos e o Reino Unido, a parar de "fornecer armas que poderiam ser usadas no conflito no Iêmen". Em 3 de agosto de 2019, um relatório das Nações Unidas declarou que os Estados Unidos, o Reino Unido e a França podem ser cúmplices em cometer crimes de guerra no Iêmen, vendendo armas e fornecendo apoio à coalizão, que está usando a fome deliberada de civis como uma tática de guerra.

## Irã
A coalizão acusou o Irã de apoiar militar e financeiramente os Houthis. Em 9 de abril, o secretário de Estado dos Estados Unidos, John Kerry, disse que "obviamente havia suprimentos que podem estar vindo do Irã", com "vários aviões que toda a semana estão voando", e alertou o Irã para interromper seu suposto apoio aos Houthis. O Irã negou essas alegações.
Os combatentes anti-Houthis que defendiam Áden alegaram que capturaram dois oficiais da Força Quds iraniana em 11 de abril, que supostamente serviam como conselheiros militares para as milícias houthis na cidade. O Irã negou a presença de qualquer força militar iraniana.
Segundo Michael Horton, um especialista em assuntos iemenitas, a noção de que os Houthis são um proxy iraniano é "nonsense".
De acordo com a Agence France-Presse, um relatório confidencial apresentado ao comitê de sanções do Conselho de Segurança ao Irã em abril de 2015 afirmava que o Irã vinha enviando armas para os rebeldes Houthis desde 2009 e 2013. O painel observou ainda a ausência de relatórios de quaisquer remessas de armas desde 2013.
Em 2 de maio, vice-ministro das Relações Exteriores do Irã Hossein Amir Abdollahian disse que Teerã não permitiria que potências regionais prejudicassem seus interesses de segurança.
De acordo com autoridades estadunidenses, o Irã desencorajou os rebeldes Houthis de assumir o controle da capital iemenita no final de 2014, lançando mais dúvidas sobre as alegações de que os rebeldes estavam lutando uma guerra por procuração em nome do Irã. Uma porta-voz do Conselho de Segurança Nacional dos Estados Unidos declarou que permanecia sendo a avaliação do conselho que "o Irã não exerce comando e controle sobre os houthis no Iêmen".
Em 6 de maio, o líder supremo do Irã, aiatolá Ali Khamenei, disse: "Os americanos apoiam descaradamente o assassinato da população iemenita, mas acusam o Irã de interferir naquele país e de enviar armas quando o Irã busca apenas fornecer ajuda médica e alimentar".
Em 26 de setembro de 2015, a Arábia Saudita alegou que um barco de pesca iraniano carregado com armas, incluindo foguetes e projéteis antitanque, foi interceptado e apreendido no Mar da Arábia, a 240 km (150 milhas) a sudeste do Porto de Salalah de Omã, pelas forças da coalizão árabe.

## Estados Unidos

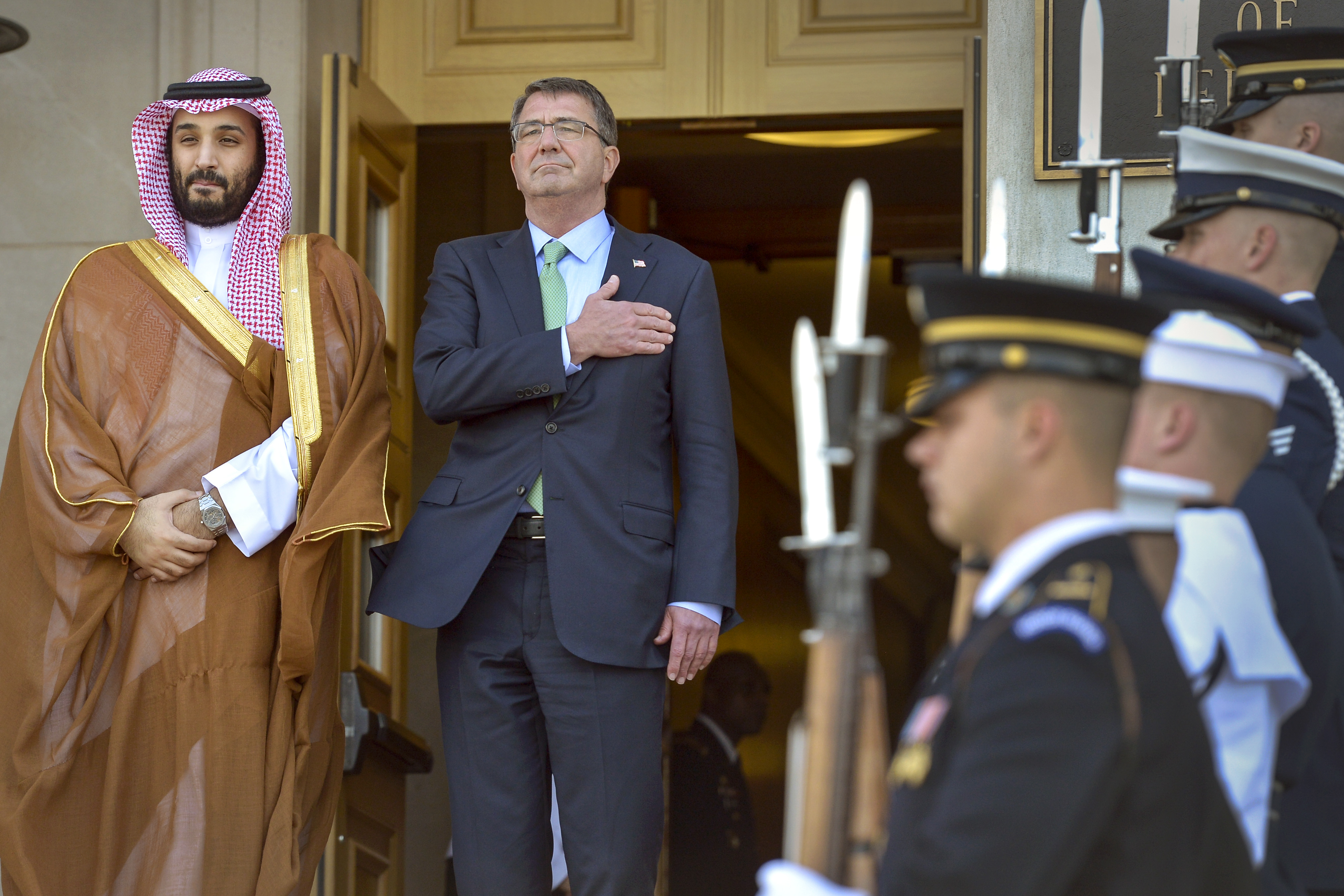
Secretário de Defesa dos EUA Ashton Carter com o ministro da Defesa saudita Mohammad bin Salman Al Saud, Pentágono, 13 de maio de 2015.

Em março de 2015, o presidente Barack Obama declarou que havia autorizado as forças estadunidenses a fornecer apoio logístico e de inteligência aos sauditas em sua intervenção militar no Iêmen, estabelecendo uma "célula de planejamento conjunto" com a Arábia Saudita. Isso inclui o reabastecimento aéreo, permitindo que os aviões da coalizão fiquem mais tempo rondando sobre o Iêmen e permitindo que alguns membros da coalizão usem aeronaves da base de origem em vez de realocá-las para a Arábia Saudita.
Segundo reportagens de imprensa, muitos membros do Comando de Operações Especiais dos Estados Unidos aparentemente favorecem os Houthis, já que eles têm sido eficazes no combate à Al-Qaeda e ao Estado Islâmico, "algo que centenas de ataques de drones estadunidenses e um grande número de conselheiros militares do Iêmen não conseguiram realizar". De acordo com um alto comandante do CENTCOM, "a razão pela qual os sauditas não nos informaram de seus planos é que eles sabiam que nós teríamos dito a eles exatamente o que pensamos - que era uma má ideia". Como afirma o especialista em Iêmen Michael Horton, os Estados Unidos foram "a força aérea do Irã no Iraque" e "a força aérea da Al Qaeda no Iêmen". De acordo com um relatório da Al Jazeera, uma razão para o apoio dos Estados Unidos pode ser a lógica diplomática de reprimir a oposição da Arábia Saudita ao acordo nuclear iraniano, apoiando-os. Outra, é a opinião entre alguns comandantes militares estadunidenses de que o combate ao Irã tem prioridade estratégica em relação ao combate à Al-Qaeda e ao Estado Islâmico.

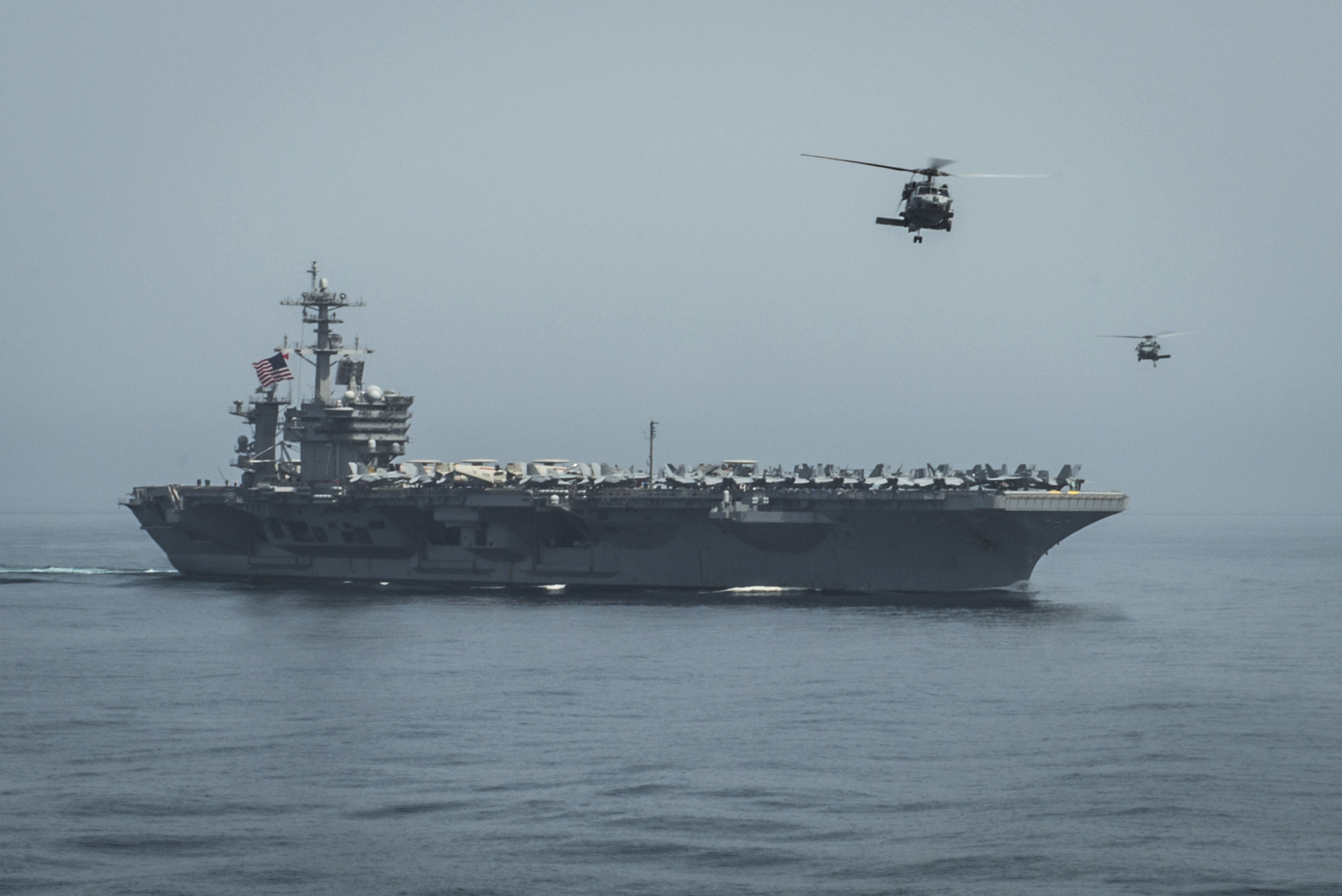
A Marinha dos EUA tem participado ativamente do bloqueio naval liderado pelos sauditas, o qual organizações humanitárias afirmam ter sido o principal fator que contribuiu para o surto de fome no Iêmen.

Em 30 de junho, um relatório da HRW afirmava que bombas fabricadas nos Estados Unidos estavam sendo usadas em ataques que alvejavam indiscriminadamente civis e violavam as leis de guerra. O relatório fotografou "os restos de uma bomba MK-83 lançada pelo ar de 1 000 libras feita nos Estados Unidos".
O representante dos Estados Unidos, Ted Lieu, tem levantado publicamente as preocupações sobre o apoio estadunidense à guerra no Iêmen. Em março de 2016, enviou uma carta ao Secretário de Estado John Kerry e ao Secretário de Defesa Ash Carter. Ele escreveu na carta que "os ataques aéreos aparentemente indiscriminados contra alvos civis no Iêmen parecem sugerir que ou a coalizão é grosseiramente negligente em sua seleção de alvos ou está intencionalmente alvejando civis inocentes". Seguindo a preocupação estadunidense sobre as baixas de civis na guerra do Iêmen, o envolvimento militar dos Estados Unidos é ineficaz devido aos ataques aéreos da coalizão contra civis e hospitais.
Em 2015, os Estados Unidos implantaram os Boinas Verdes para auxiliar os militares da Arábia Saudita na interceptação de mísseis.
Um relatório da Human Rights Watch de março de 2016 afirma que a participação dos Estados Unidos em operações militares específicas, como seleção de alvos e reabastecimento aéreo durante os ataques aéreos sauditas "pode tornar as forças dos Estados Unidos conjuntamente responsáveis por violações das leis de guerra pelas forças da coalizão". Em setembro, o The Guardian relatou que um em cada três bombardeios atingiu locais civis.

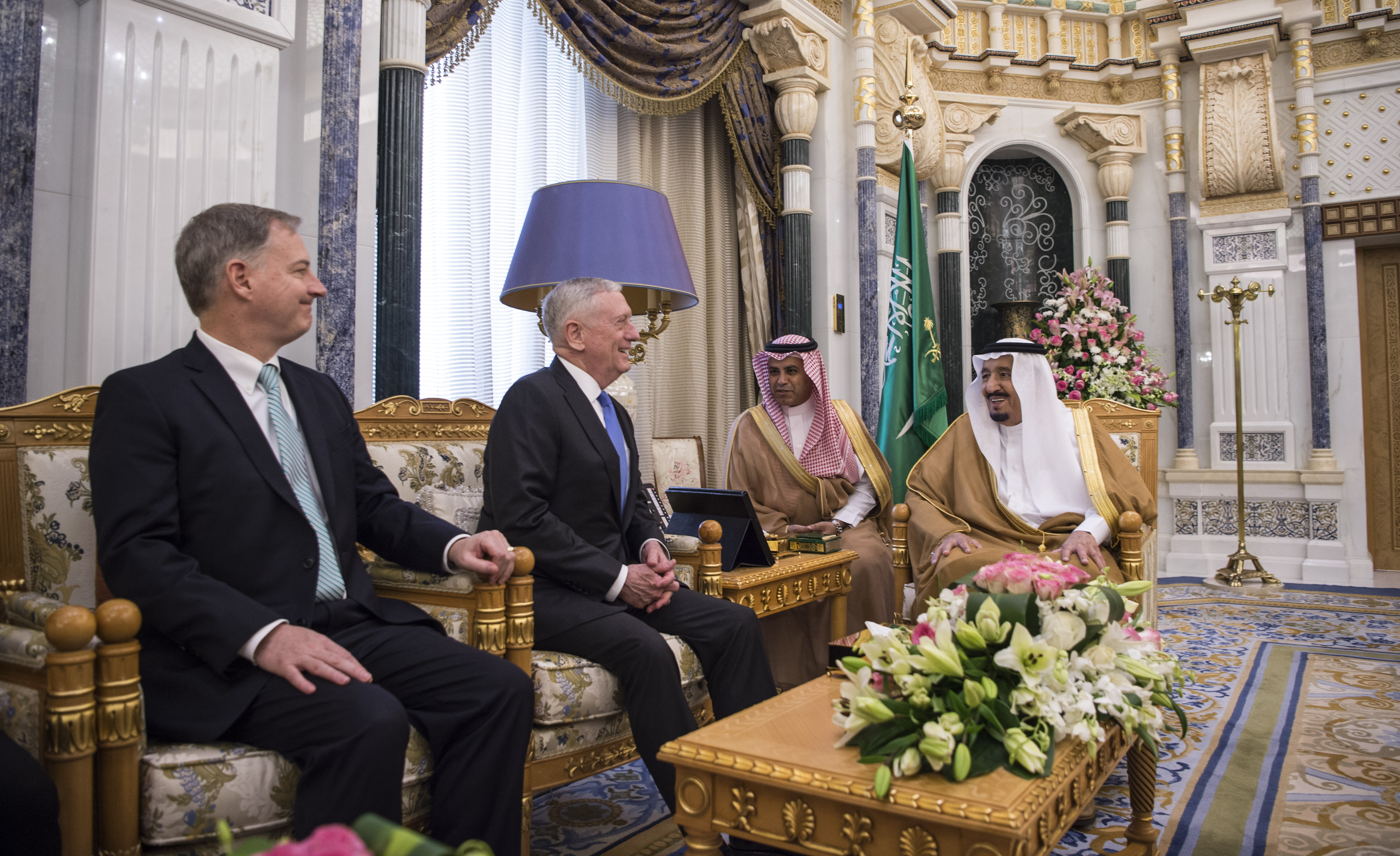
O Secretário de Defesa dos EUA James Mattis com o Rei Salman da Arábia Saudita, Riade, 19 de abril de 2017.

Em 13 de outubro de 2016, o USS Nitze disparou mísseis Tomahawk em locais de radar controlados pelos Houthis "no distrito de Dhubab na província de Taiz, uma área remota com vista para o Estreito Bab al-Mandab conhecido pela pesca e contrabando".
Em 2017, os Estados Unidos enviaram um total de $ 599 099 937 de ajuda estrangeira ao Iêmen, apesar de ser um defensor da intervenção militar liderada pelos sauditas.
O secretário de Defesa dos Estados Unidos, James Mattis, pediu ao presidente Donald Trump para remover as restrições ao apoio militar dos Estados Unidos à Arábia Saudita. Em fevereiro de 2017, Mattis queria interceptar e abordar um navio iraniano no Mar da Arábia para procurar armas contrabandeadas, o que teria constituído um "ato de guerra". Em abril de 2017, Justin Amash, Walter Jones e outros membros do Congresso criticaram o envolvimento dos Estados Unidos na campanha militar da Arábia Saudita no Iêmen, destacando que a Al-Qaeda no Iêmen "emergiu como um aliado de facto dos militares liderados pelos sauditas com quem o governo [Trump] visa estabelecer parcerias mais estreitas".
Em novembro de 2017, o senador Chris Murphy acusou os Estados Unidos de cumplicidade na catástrofe humanitária do Iêmen.
Em dezembro de 2017, o primeiro governo Trump pediu moderação na ação militar saudita no Iêmen, bem como no Qatar e no Líbano.
As bombas estadunidenses usadas pela coalizão mataram civis iemenitas ao longo de 2018, incluindo uma bomba feita pela Lockheed Martin que atingiu um ônibus escolar em agosto, matando 51 pessoas.
Na sequência do assassinato de Jamal Khashoggi em outubro de 2018, o Secretário de Estado dos Estados Unidos Mike Pompeo e o Secretário de Defesa dos Estados Unidos James Mattis pediram um cessar-fogo no Iêmen dentro de 30 dias, seguido por negociações de paz iniciadas pela ONU. Pompeo pediu à Arábia Saudita e aos Emirados Árabes Unidos que interrompam seus ataques aéreos em áreas povoadas do Iêmen. O presidente do Comitê Internacional de Resgate, David Miliband, classificou o anúncio dos Estados Unidos como "o avanço mais significativo na guerra do Iêmen em quatro anos".  Os Estados Unidos continuaram a apoiar a intervenção liderada pelos sauditas com vendas de armas e compartilhamento de informações.  Em 10 de novembro de 2018, os Estados Unidos anunciaram que não reabasteceriam mais as aeronaves da coalizão operando sobre o Iêmen.  Em 13 de dezembro, o Senado dos Estados Unidos votou pelo fim da assistência militar estadunidense à Arábia Saudita devido a alegados crimes de guerra no Iêmen. 

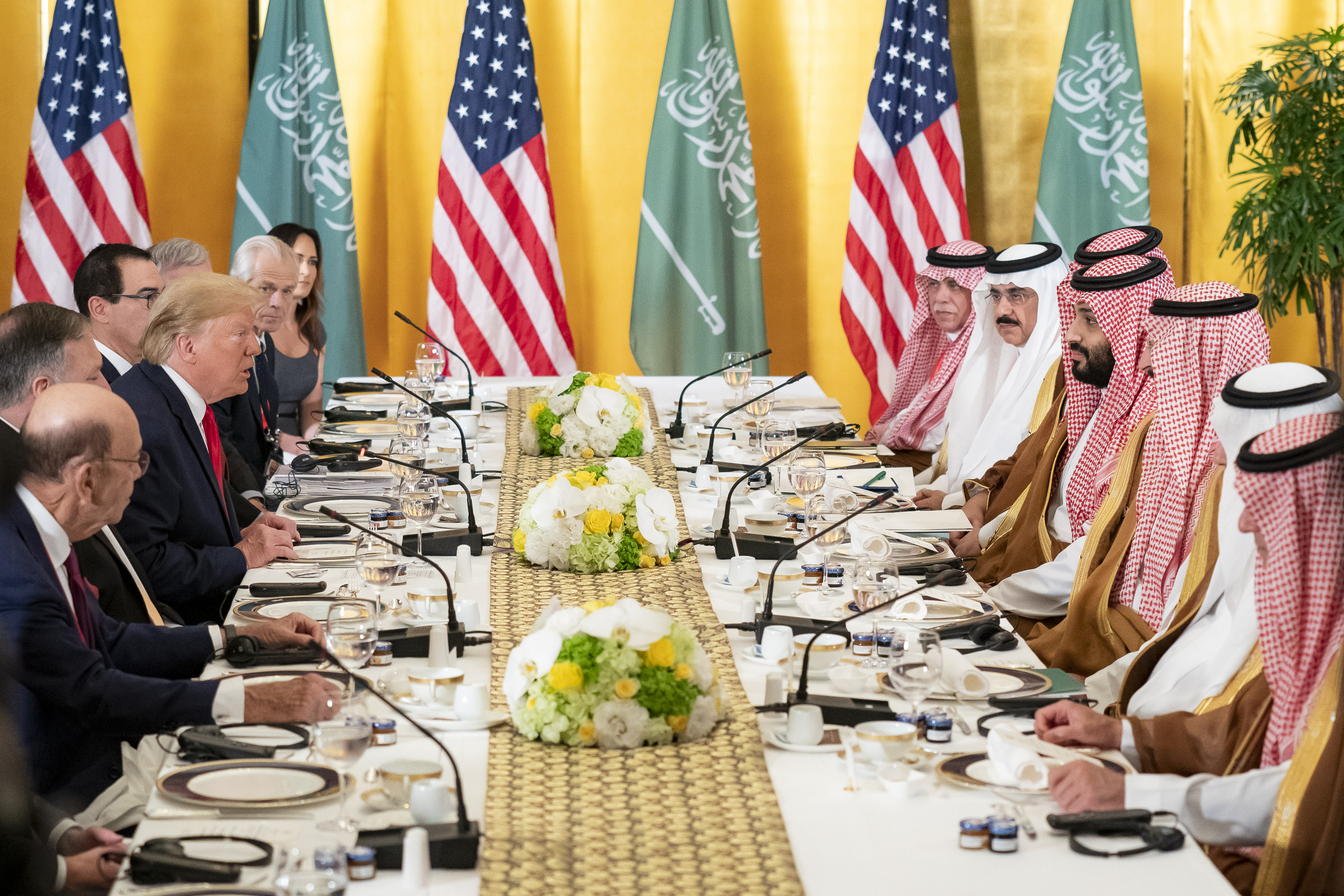
O Presidente Donald Trump com o príncipe herdeiro saudita Mohammad bin Salman, 28 de junho de 2019.

Após a votação no Senado de 56 a 41 para invocar a Resolução dos Poderes de Guerra e encerrar o apoio militar estadunidense à Arábia Saudita, o Pentágono apresentou uma fatura de $ 331 milhões aos sauditas e aos emiradenses pelo apoio dos Estados Unidos na Guerra Civil do Iêmen. A fatura foi dividida entre $ 36,8 milhões para combustível e $ 294,3 milhões para horas de voo nos Estados Unidos. O Pentágono afirmou que a Arábia Saudita não fez nenhum pagamento desde o início da guerra.
Em abril de 2019, Trump vetou um projeto de lei bipartidário que teria encerrado o apoio dos Estados Unidos à intervenção militar. Com 53 votos em vez dos 67 necessários, o Senado dos Estados Unidos não conseguiu anular o veto. Os argumentos jurídicos e as políticas do governo Obama foram citados como justificativa para o veto. O subsecretário assistente de defesa dos Estados Unidos, Michael Mulroy, afirmou que o apoio dos Estados Unidos se limitava ao treinamento lado a lado para mitigar as baixas de civis e, se a medida fosse aprovada, não ajudaria o povo do Iêmen e só aumentaria as mortes de civis. Mulroy apoiou as negociações de paz das Nações Unidas e pressionou a comunidade internacional a se unir e traçar um caminho abrangente para o Iêmen. Escrevendo no The Nation, Mohamad Bazzi argumentou que a defesa de Mulroy do apoio dos Estados Unidos como necessário para limitar as vítimas civis era falsa, e que "os líderes sauditas e seus aliados ignoraram as súplicas americanas para minimizar as vítimas civis desde os primeiros dias da guerra".
No relatório de agosto de 2020 emitido pelo Gabinete do Inspetor-Geral, afirma-se que uma vigilância do Departamento de Estado detectou que o secretário de Estado Mike Pompeo declarou emergência para vender armas no valor de bilhões de dólares à Arábia Saudita, Emirados Árabes Unidos e Jordânia, em conformidade com os requisitos legais. No entanto, os riscos para a vida de civis no Iêmen, em relação à venda de armas, não foram totalmente avaliados no momento de declarar a emergência. O relatório também citou que a aprovação frequente do Departamento de Estado da venda de armas as monarquias do Golfo, Arábia Saudita e Emirados Árabes Unidos, ficou abaixo dos limites da Lei de Controle de Exportação de Armas.
Em 4 de fevereiro de 2021, o novo presidente dos Estados Unidos, Joe Biden, anunciou o fim do apoio estadunidense às operações lideradas pelos sauditas no Iêmen.

## Reino Unido
|  |

|  |

|  |

|  |

|  |

|  |

O Reino Unido é um dos maiores fornecedores de armas para a Arábia Saudita,  e Londres imediatamente expressou forte apoio à campanha liderada pelos sauditas. Seis meses após o início do bombardeio, a Oxfam disse que o Reino Unido estava "alimentando silenciosamente o conflito do Iêmen e exacerbando uma das piores crises humanitárias do mundo" ao manter aberto seu canal de armas para a Arábia Saudita; a Campanha Contra o Comércio de Armas (Campaign Against Arms Trade, CAAT) concordou que "as armas e a cooperação do Reino Unido foram fundamentais para a devastação do Iêmen". Em meados de setembro de 2015, o vice-presidente executivo da Oxfam reclamou que o governo até se recusou a revelar ao Parlamento os detalhes das 37 licenças de exportação de armas que havia concedido para vendas à Arábia Saudita desde março daquele ano. O ataque ao Iêmen levou as vendas de bombas britânicas em 2015 aumentar de £ 9 milhões para mais de £ 1 bilhão em três meses. A Amnistia Internacional e a Human Rights Watch demonstraram que as armas do Reino Unido estão a ser utilizadas contra alvos civis. Além disso, o governo do Reino Unido tem sido repetidamente acusado de violar o direito interno, da UE e internacional, em particular o Tratado de Comércio de Armas, ao manter seu fluxo de armas para os sauditas.
Apesar disso, foi relatado em novembro de 2015 que o Reino Unido planejou uma série de visitas de alto nível à Arábia Saudita durante os três a seis meses seguintes com o objetivo de garantir grandes negócios de armas.
Em janeiro de 2016, descobriu-se que conselheiros militares britânicos estavam auxiliando o pessoal saudita na seleção de alvos. Em 2 de fevereiro de 2016, o International Development Select Committee finalmente acrescentou seu apelo para que o Reino Unido pare de exportar armas para a Arábia Saudita e termine sua oposição a um inquérito internacional independente sobre a forma como a campanha militar tinha sido conduzida até o momento. O pedido do comitê não foi atendido; na verdade, apenas algumas semanas depois, no dia em que a UE realizou uma votação não vinculativa a favor de um embargo de armas ao país devido ao bombardeio destrutivo do Iêmen, o primeiro-ministro David Cameron se gabou dos armamentos, componentes e outras tecnologias militares "brilhantes" que o Reino Unido continuaria a vender para a Arábia Saudita, Omã e outros países do Golfo.

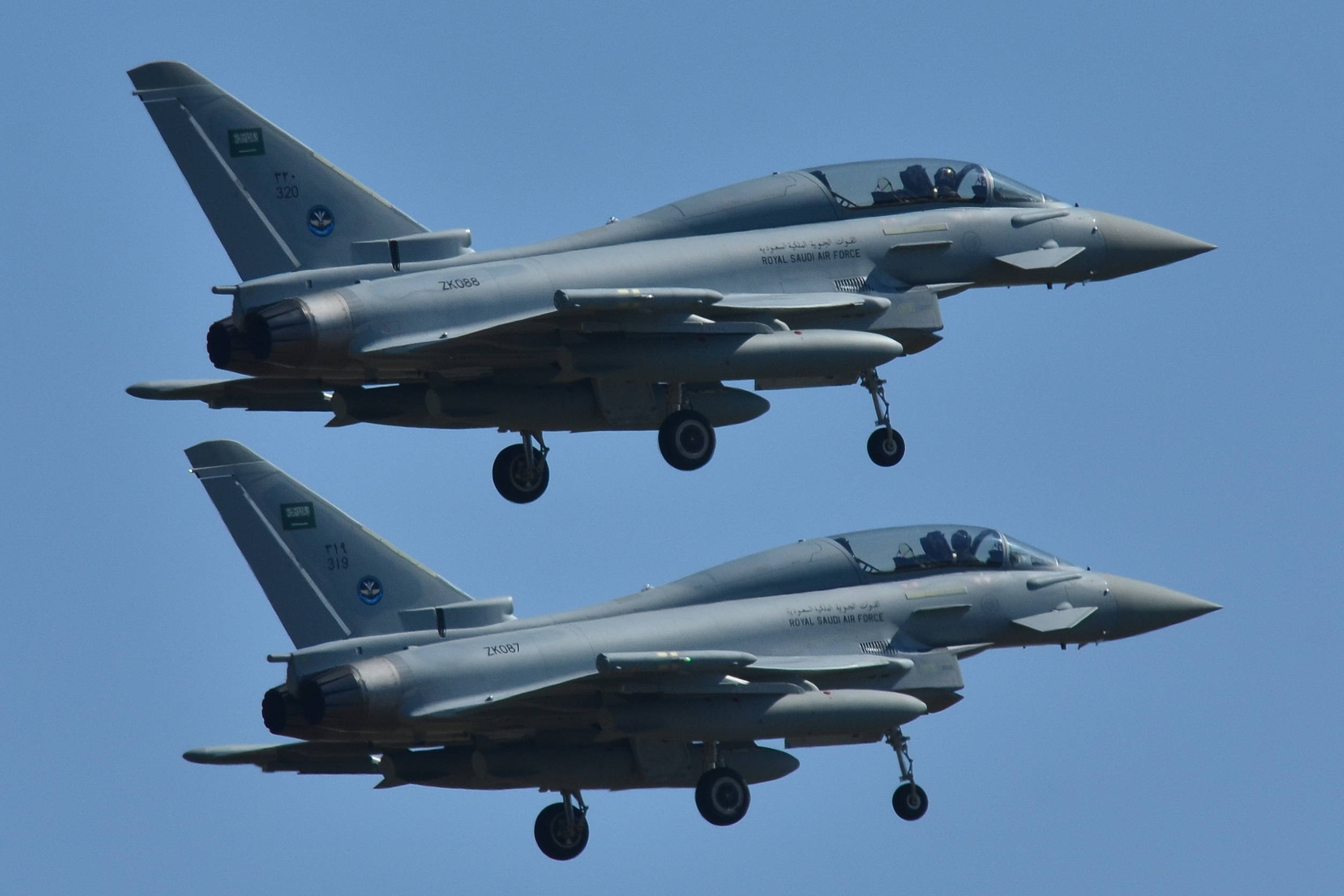
Os Eurofighter Typhoon da Arábia Saudita fornecidos pelo Reino Unido estão desempenhando um papel central na campanha de bombardeio no Iêmen.

Angus Robertson, líder do Grupo Parlamentar do Partido Nacional Escocês (Scottish National Party, SNP), disse que David Cameron deveria admitir o envolvimento britânico na guerra da Arábia Saudita no Iêmen: "Não está na hora de o primeiro-ministro admitir que a Grã-Bretanha está efetivamente participando de uma guerra no Iêmen que está custando a vida de milhares de civis e ele não buscou a aprovação parlamentar para fazer isso?". Alguns meses depois, o importante especialista em segurança Bruce Riedel observou: "Se os Estados Unidos e o Reino Unido, esta noite, dissessem ao rei Salman [da Arábia Saudita] 'esta guerra tem que acabar', ela terminaria amanhã. A Real Força Aérea Saudita não pode operar sem o apoio americano e britânico".
Além de fornecer material e obter apoio para o bombardeio do Iêmen, o Reino Unido ajudou a coalizão diplomaticamente. Por exemplo, a resposta do Reino Unido, fornecida pelo ministro do Oriente Médio Tobias Ellwood, ao relatório vazado de um painel da ONU em janeiro de 2016, que documentou mais de cem casos de ataques aéreos da coalizão que violaram o direito internacional, foi dizer que os sauditas cometeram "erros" e alegar que outros casos podem ter sido "fabricados" pelos Houthis.
Theresa May, que sucedeu David Cameron como primeiro-ministro em julho de 2016, manteve a política de seu antecessor porque, segundo afirmou, os laços estreitos com os sauditas "mantêm as pessoas nas ruas da Grã-Bretanha seguras". Em setembro de 2016, seu ministro das Relações Exteriores, Boris Johnson, recusou-se a bloquear as vendas de armas do Reino Unido para a Arábia Saudita, dizendo que não havia evidências claras de violações do direito internacional humanitário pela Arábia Saudita na guerra no Iêmen e que seria melhor para a Arábia Saudita investigar a si mesma.  Em meio a relatos provenientes do Iêmen sobre condições de fome e "crianças emaciadas [...] lutando por suas vidas", a CAAT observou que a noção de autoinvestigação jamais seria aprovada se fosse proposta para o bombardeio da Rússia em apoio de Assad na Síria. De fato, em outubro de 2016, Boris Johnson elogiou a ideia de encaminhar alegações de crimes de guerra russos ao Tribunal Internacional de Justiça. No mês anterior, Johnson rejeitou uma proposta para o Conselho de Direitos Humanos da ONU conduzir um inquérito sobre a guerra no Iêmen. Além disso, os britânicos bloquearam a realização de tal inquérito.

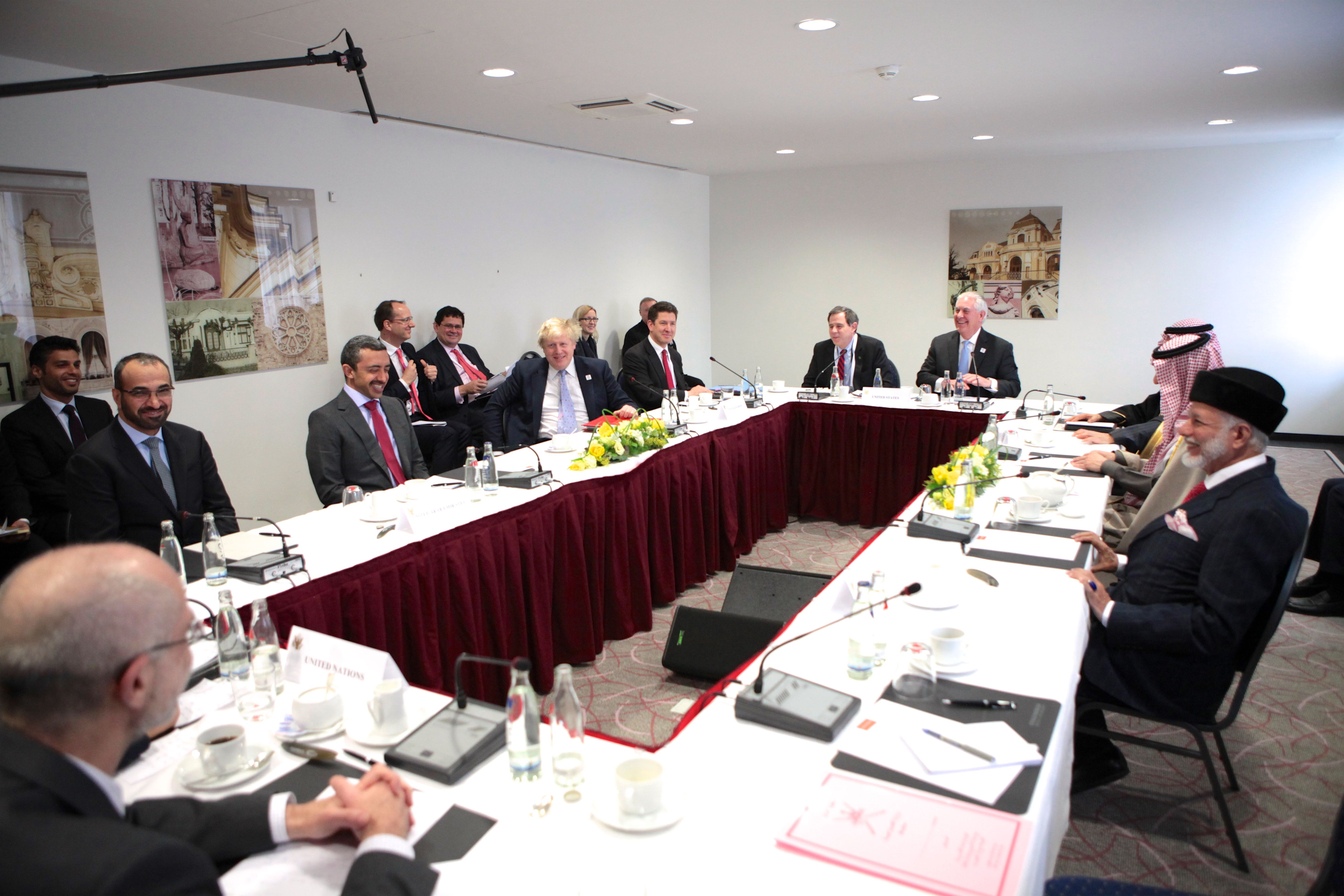
O Secretário de Relações Exteriores do Reino Unido Boris Johnson participa de uma reunião sobre o Iêmen com homólogos dos Estados Unidos, Arábia Saudita, Emirados Árabes Unidos e Omã, em 16 de fevereiro de 2017.

Em outubro de 2016, descobriu-se que o Reino Unido continuava a fornecer instruções aos pilotos da Real Força Aérea Saudita, tanto no Reino Unido quanto na Arábia Saudita.
Alguns soldados britânicos estiveram envolvidos em confrontos armados e foram feridos por combatentes Houthis. Pelo menos cinco membros do Special Boat Service (SBS) ficaram feridos. Uma fonte do SBS disse: "Os caras estão lutando no deserto inóspito e terreno montanhoso contra os rebeldes Houthis altamente comprometidos e bem equipados. O papel do SBS é principalmente treinar e orientar, mas em ocasiões, eles se encontraram em tiroteios e algumas tropas britânicas foram baleadas". O relatório também afirma que as Forças Especiais Britânicas estão lutando do mesmo lado que jihadistas e milícias que usam crianças-soldados. Após o relatório, a secretária de relações exteriores Emily Thornberry questionou essas alegações no parlamento britânico, sugerindo que as forças britânicas podem ter sido testemunhas de crimes de guerra, caso as alegações forem verdadeiras. Também afirmou que até 40% dos soldados da coalizão saudita eram crianças, uma violação do direito internacional humanitário. Em resposta, o ministro das Relações Exteriores do Reino Unido, Mark Field, chamou as alegações de "muito sérias e bem fundamentadas" e prometeu esclarecê-las.
Em 25 de março de 2019, Mark Lancaster disse ao parlamento do Reino Unido que a Royal Air Force (RAF) estava fornecendo "apoio de engenharia" e "treinamento genérico" aos militares da Arábia Saudita.
De acordo com a agência de notícias The Guardian, mais de quarenta oficiais sauditas foram treinados em prestigiosas faculdades militares britânicas desde o início da intervenção saudita no Iêmen. Esses oficiais treinaram principalmente em Sandhurst, na escola da RAF em Cranwell e no Royal Naval College em Dartmouth desde 2015. O Ministério da Defesa do Reino Unido se recusou a declarar o dinheiro ganho com os contratos sauditas, porque isso poderia influenciar as relações britânicas com os sauditas.
Em abril de 2020, a Campanha Contra o Comércio de Armas (CAAT) analisou o relatório anual da BAE Systems e revelou que o principal fabricante de armamentos britânico vendeu armas no valor de £ 15 bilhões para a Arábia Saudita. A CAAT também declarou que o fornecimento de armas continuou durante o envolvimento de Riade na guerra civil do Iêmen, enquanto a BAE gerou £ 2,5 bilhões em receitas a partir dos militares sauditas em 2019.
Abdul-Malik Badreddin, o líder Houthi condenou a cooperação militar do Reino Unido e a venda de armas aos militares sauditas. De acordo com uma análise da Sky News, o Reino Unido vendeu pelo menos £ 5,7 bilhões em armas para a coalizão desde 2015.
Priyanka Motaparthy, pesquisadora sênior de emergências da Human Rights Watch, disse: “Essas revelações confirmam mais uma vez como os militares do Reino Unido estão trabalhando lado a lado com os sauditas.
Em 27 de outubro de 2020, a Campanha Contra o Comércio de Armas (CAAT) decidiu lançar uma revisão judicial à decisão do Reino Unido de renovar a venda de armas para a Arábia Saudita. De acordo com o CAAT, as vendas de armas ao Reino aumentariam ainda mais a destruição no Iêmen, onde milhares de civis morrem por causa do bombardeio generalizado.
Em janeiro de 2021, o governo do Reino Unido teria sido colocado sob pressão por não manter o registro de uma série de ataques aéreos que ocorreram no Iêmen, envolvendo mortes de civis, no registo confidencial do Ministério da Defesa de violações relatadas do Direito Internacional Humanitário pelas partes em conflito. O banco de dados, que era mantido pelo Ministério da Defesa desde 2015, ficou sob os holofotes depois que os fabricantes de armas do Reino Unido se envolveram em uma contestação legal sobre licenças de exportação fornecidas à Arábia Saudita para venda de armamentos usados no Iêmen. Segundo informações, as armas foram alegadas como sendo usadas em violação do direito internacional humanitário. De acordo com as questões levantadas em outubro de 2020 por Emily Thornberry, uma série de ataques aéreos foram identificados, bem como relatados pela organização sem fins lucrativos Yemen Data Project e não no banco de dados do Ministério da Defesa.

## França
A França também é um importante fornecedor de armas para a Arábia Saudita. Forneceu mais de 2 bilhões de dólares, incluindo veículos blindados, sistemas de defesa aérea e subsistemas de aeronaves. A França também forneceu armas aos Emirados Árabes Unidos, apesar deste país e das milícias que o apoiam estarem implicadas em crimes de guerra e outras violações graves.

## Envolvimento militar privado
Em 22 de novembro de 2015, o The New York Times informou que os Emirados Árabes Unidos contrataram a Academi para enviar 450 mercenários colombianos, panamenhos, salvadorenhos e chilenos ao Iêmen em outubro. 
Em 9 de dezembro, a mídia australiana relatou que um comandante mercenário australiano foi morto no Iêmen ao lado de seis cidadãos colombianos depois que os combatentes houthis e unidades do exército de Saleh atacaram as forças lideradas pelos sauditas no sudoeste do país.

## Outros
Em 17 de setembro de 2020, um painel das Nações Unidas nomeou o Canadá como um dos países que ajudavam a alimentar a guerra no Iêmen. Uma coalizão de 39 grupos de direitos humanos, de controle de armas e trabalhistas, incluindo a Aliança de Serviço Público do Canadá, assinou uma carta instando o primeiro-ministro canadense Justin Trudeau a acabar com as exportações de armas para a Arábia Saudita, que está envolvida na criação da pior crise humanitária mundial.
O governo italiano anunciou a suspensão das vendas de 12 700 mísseis ao governo da Arábia Saudita, bem como dos Emirados Árabes Unidos, o que foi iniciado pelo governo de centro-esquerda liderado por Matteo Renzi. Os mísseis faziam parte de um acordo de vendas de 2016 feito para a colocação de um total de 20 000 mísseis, no valor de mais de US$ 485 milhões. O governo citou seu compromisso com a restauração da paz no Iêmen e a proteção dos direitos humanos como o motivo para encerrar a venda de armas. Renzi havia gerado polêmica quando participou da Future Investment Initiative em Riad, na Arábia Saudita, e chamou o país de visão de um “Novo Renascimento”.